# Crimes de guerra da Itália

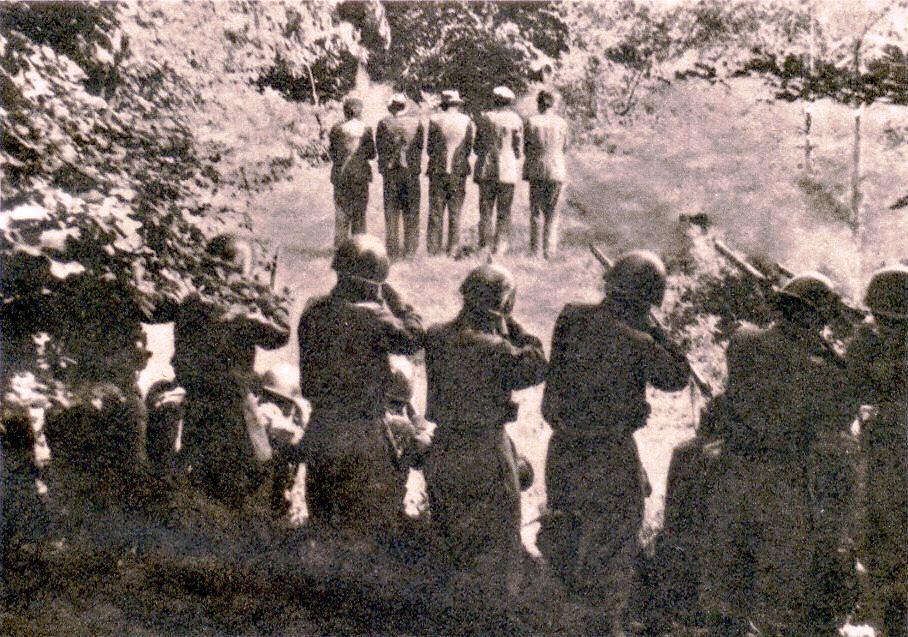
Soldados italianos fuzilando prisioneiros eslovenos (aldeia de Dana em Loška Dolina, na Eslovênia, em 1942).

Crimes de guerra da Itália têm sido associados principalmente com a Itália Fascista na Pacificação da Líbia, a Guerra Civil Espanhola a Segunda Guerra Ítalo-Etíope e Segunda Guerra Mundial.

## Guerra Ítalo-Turca
Em 1911, o Reino da Itália entrou em guerra com o Império Otomano e invadiu a Tripolitânia Otomana. Um dos mais notórios incidentes durante este conflito foi o Massacre de Trípoli em outubro, em que muitos habitantes civis do Oásis de Mechiya foram mortos durante um período de três dias, como retribuição pela execução e mutilação de cativos italianos em uma emboscada nas proximidades de Sciara Sciat. Em 1912, cerca de 10.000 tropas turcas e árabes foram presas em campos de concentração na Líbia, todas as tropas turcas foram executadas.

## Pacificação da Líbia

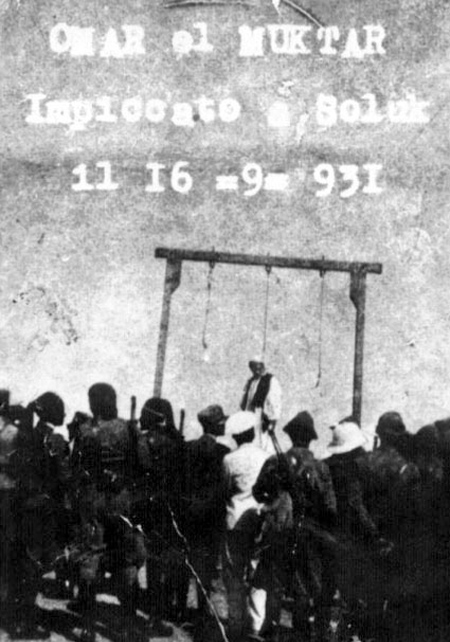
Enforcamento de Omar Al-Mukhtar (16 de Setembro de 1931).

Em 1923, Benito Mussolini, iniciou uma campanha para consolidar o controle sobre o território italiano da Líbia e as forças italianas começaram a ocupar grandes áreas da Líbia para permitir o rápido estabelecimento por colonizadores italianos. Eles foram recebidos com resistência pelos Senussi, que eram liderados por Omar Al-Mukhtar. Civis suspeitos de colaboração com o Senussi foram executados. Refugiados do conflito foram objeto de bombardeio e foram metralhados por aeronaves italianas. Em 1930, no norte da Cirenaica, 20.000 Beduínos foram realocados e sua terra foi dada aos colonos italianos. Os Beduínos eram forçados em marcha através do deserto em campos de concentração. A fome e outras más condições nos campos eram predominantes, e os confinados foram utilizados para trabalho forçado, o que acabou levando à morte de cerca de 4.000 internados até o tempo em que eles foram fechados em setembro de 1933. Mais de 80.000 habitantes da Cirenaica morreram durante o processo de Pacificação.

## Segundo Guerra Ítalo-Etíope
Durante a Segunda Guerra Ítalo-Etíope, violações italianas das leis de guerra foram documentadas e relatados. Estes incluem a utilização de armas químicas, tais como o gás mostarda, o uso de campos de concentração em contra-insurgência, e ataques a instalações da Cruz Vermelha. De acordo com o governo da Etiópia, 382,800 mortes de civis foram diretamente atribuíveis à invasão italiana. 17,800 mulheres e crianças mortas por bombardeios, 30.000 pessoas foram mortas no massacre de fevereiro de 1937, 35.000 pessoas morreram em campos de concentração, e cerca de 300.000 pessoas morreram de privações devido à destruição de suas aldeias e fazendas. O governo Etíope também afirmou que os Italianos destruíram 2.000 igrejas e 525,000 casas, enquanto confiscaram ou abateram perto de 6 milhões de bovinos, 7 milhões de ovelhas e cabras, e 1,7 milhões de cavalos, mulas e camelos.
Durante a ocupação italiana de 1936-1941, atrocidades também ocorreram, em fevereiro de 1937 nos massacres de Yekatit 12 cerca de 30.000 etíopes podem ter sido mortos e muitos mais presos como uma represália à tentativa de assassinato do Vice-rei Rodolfo Graziani. Milhares de Etíopes também morreram em campos de concentração, tais como Danane e Nocra.

## Guerra Civil Espanhola
Cerca de 75.000 soldados italianos do Corpo Truppe Volontarie lutaram ao lado dos Espanha Nacionalista durante a Guerra Civil espanhola, assim como cerca de 7.000 homens da Aviazione Legionaria. Enquanto eles também bombardearam alvos militares válidos, tais como a infra-estrutura ferroviária de Xàtiva, a força aérea italiana participou em muitos bombardeios de alvos civis para fins de "enfraquecer o moral dos Vermelhos". Um dos mais notáveis bombardeios foi o Bombardeio de Barcelona, em que cerca de 1.300 civis foram mortos, com milhares de feridos ou perdendo suas casas. Outras cidades submetidas ao terror do bombardeio pelos Italianos incluíram Durango, Alicante, Granollers, e Guernica.

## Segunda Guerra mundial
Os governos britânico e americano, com medo do Partido Comunista Italiano no pós-guerra, efetivamente prejudicara, a busca por justiça, por tolerar os esforços feitos pela autoridades superiores italianas em impedir qualquer um dos supostos criminosos de guerra de serem extraditados e levados a tribunal. Fillipo Focardi, um historiador do Instituto Alemão Histórico, em Roma, descobriu documentos arquivos mostrando como funcionários italianos foram orientados a evitar as extradições. Uma típica instrução foi emitida pelo primeiro-ministro italiano, Alcide De Gasperi:
"Tente ganhar tempo, evite responder a solicitações."
A negação dos crimes de guerra italianos foi fomentada pelo estado italiano, acadêmicos e os meios de comunicação, re-inventando a Itália como apenas uma vítima do Nazismo Alemão e do massacres das foibas no pós-guerra.
Um número de suspeitos, que se sabe estar na lista de criminosos de guerra italianos, os quais a Jugoslávia, Grécia e Etiópia solicitaram a extradição no final da II Guerra Mundial, nunca viram nada parecido com o julgamento de Nuremberg, porque, com o início da Guerra Fria, o governo britânico viu em Pietro Badoglio, que também estava na lista, uma garantia de uma Itália anti-comunista no pós-guerra.

### Iugoslávia

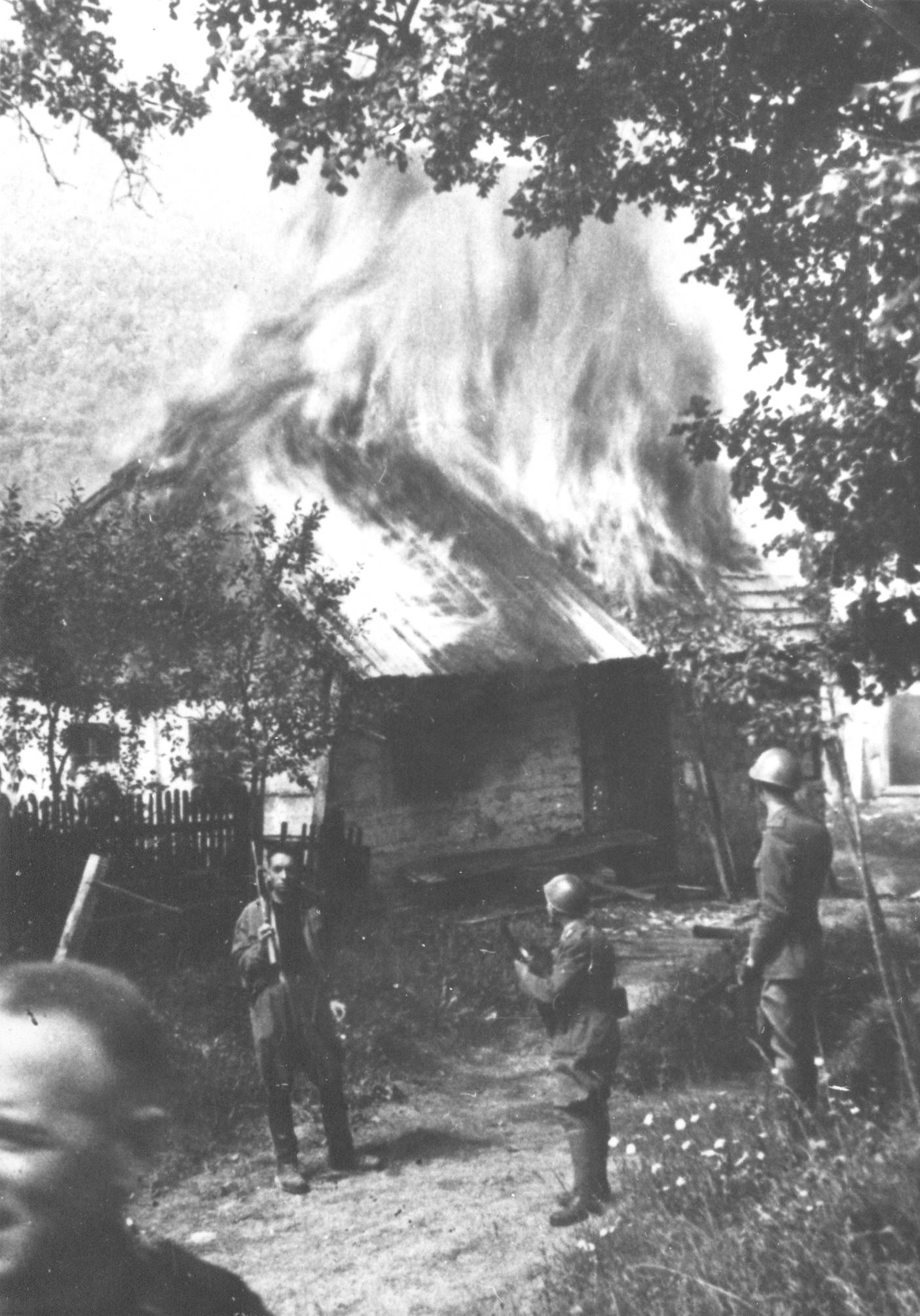
Soldados italianos queimando uma aldeia em Čabar, na Croácia em 1941.

Documentos encontrados nos arquivos britânicos pelo historiador britânico Effie Pedaliu e documentos encontrados em arquivos italianos pelo historiador italiano Davide Conti, apontam que a memória da existência de campos de concentração italianos e crimes de guerra italianos cometidos durante a Guerra Civil espanhola tinha sido reprimida devido à Guerra Fria. A Província de Ljubljana, na Eslovénia viu a deportação de mais de 25.000 pessoas, o que equivalia a 7,5% do total de sua população. A operação, uma das mais drásticas na Europa, encheu-se de muitos campos de concentração italianos, tais como Rab, Gonars, Monigo, Renicci di Anghiari, Risiera di San Sabba e em outros lugares. Os sobreviventes não receberam nenhuma compensação do estado italiano no pós-guerra. Mais de 3.500 internados morreram apenas em Rab, dando-lhe uma taxa de mortalidade de 18%.
No início de julho de 1942, tropas italianas operando opostas a Fiume, relataram ter baleado e assassinado 800 civis croatas e eslovenos e queimado 20 casas perto de Split, na costa da Dalmácia. Mais tarde naquele mês, a Força Aérea Italiana relatou ter praticamente destruído quatro aldeias iugoslavas e matado centenas de civis, em vingança por ataque de uma guerrilha local que resultou na morte de dois oficiais de alta patente. Na segunda semana de agosto de 1942, tropas italianas relataram ter queimado seis aldeias croatas e morto a tiros mais de 200 civis em retaliação a ataques de guerrilha. Em setembro de 1942, o Exército italiano supostamente teria destruído 100 aldeias na Eslovénia e matado 7.000 moradores em represália ataques de guerrilhas locais. cucivis diretamente morto pelos Italianos em suas partes ocupadas da Jugoslávia (presumivelmente, não contando as partes diretamente anexadas da Eslovénia, a costa da Dalmácia e Ístria) em no mínimo 5.000.

### Grécia

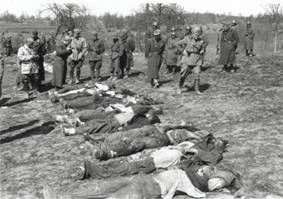
Tropas italianas caminham entre os corpos de civis gregos executadas durante o massacre de Domenikon.

Um fenômeno semelhante ocorreu na Grécia, nos anos imediatos do pós-guerra. A ocupação italiana da Grécia foi brutal, resultando em represálias, como o massacre de Domenikon. O governo grego afirmou que o forças de ocupação italianas destruíram cerca de 110.000 edifícios e através de várias causas infligido um dano econômico de 6 bilhões de dólares (taxas de câmbio de 1938) durante a execução de 11.000 civis; em termos de percentual de participação direta e indireta de destruição, foram ações quase idênticas para os valores atribuídos para as forças de ocupação alemãs. Os Italianos também atuaram causando Fome na Grécia ao mesmo tempo que ocuparam a maioria do país, e junto com os Alemães foram responsáveis por dar início a uma política de ampla escala de pilhagem de tudo de valor na Grécia, incluindo alimentos para as forças de ocupação. Finalmente, a Fome Grega levou à morte de 300.000 grego civis. O Papa Pio XII, em uma carta contemporânea, culpou diretamente o governo Fascista italiano pelas mortes, além dos Alemães:
"As autoridades Eixo na Grécia estão roubando a população faminta de toda a sua safra de milho, uvas, azeitonas e passas; até mesmo os vegetais, peixes, leite e manteiga estão sendo apreendidas... A Itália é a potência ocupante, e a Itália é responsável pela correta alimentação do povo grego... depois da guerra, a história do que foi feito na Grécia vai ser uma mancha permanente no bom nome da Itália, de qualquer forma, de uma Itália Fascista."
Depois que dois cineastas italianos foram presos na década de 1950 por representar a invasão italiana da Grécia e a subsequente ocupação do país como uma "guerra suave", o público italiano e a mídia foram forçados a reprimir a sua memória coletiva. A repressão da memória levou ao revisionismo histórico  na Itália, e em 2003, os meios de comunicação italianos publicaram a declaração de Silvio Berlusconi de que Benito Mussolini apenas "costumava enviar a pessoas em férias".

### Lista de criminosos de guerra italianos

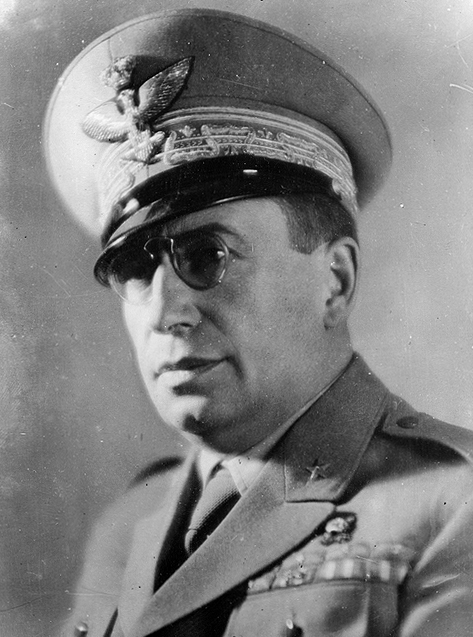
Mario Roatta (1887 - 1968): general italiano acusado de crimes de guerra e apelidado de "a besta" na Iugoslávia.

- Mario Robotti, Comandante italiano da 11ª Divisão, na Eslovénia e na Croácia, emitiu uma ordem em linha com a directiva recebido de Mussolini, em junho de 1942: "eu não seria o contrário de todos (sic) os eslovenos serem presos e substituídos por italianos. Em outras palavras, devemos tomar medidas para assegurar que as fronteiras étnicas e políticas coincidam.", o que a qualifica como uma política de limpeza étnica.
- Nicola Bellomo foi um general italiano que foi julgado e considerado culpado pela morte de um prisioneiro de guerra britânico e por ferir outro, em 1941. Ele foi um dos poucos italianos a ser executado por crimes de guerra pelos Aliados, e o único executado por um tribunal controlado pelos britânicos.
- Italo Simonitti, um capitão da divisão Alpine da República Social italiana, foi executado por seu envolvimento em 1945 na execução de um prisioneiro Americano.
- Pietro Caruso foi chefe da polícia fascista em Roma, enquanto ela estava ocupada pelos Alemães. Ele ajudou a organizar o Massacre das Fossas Ardeatinas [22] em 24 de Março de 1944 (ver: Resistência italiana e Erich Priebke). Depois que Roma foi libertada pelos Aliados, ele foi julgado em setembro e, posteriormente, executado pelo governo italiano co-beligerante.
- Guido Buffarini Guidi foi o Ministro do Interior para a República Social italiana; logo após o fim da guerra na Europa, ele foi considerado culpado de crimes de guerra e executado pela governo co-beligerante.
- Pietro Koch era o chefe da Banda Koch, uma força-tarefa especial do Corpo di Polizia Repubblicana dedicado à caça de partidários e deportados. Seu implacável extremismo foi motivo de preocupação até mesmo para seus companheiros fascistas, que o prenderam em outubro de 1944. Quando ele chegou ao cativeiro aliado, ele foi condenado por crimes de guerra e executado.

### C. R. O. W. C. A. S. S. (Italianos procurados pelaIugoslávia)
Os seguintes nomes de Italianos pode ser encontrado na CROWCASS, uma lista estabelecida pelos Aliados Anglo-Americanos de indivíduos procurados pela Iugoslávia por crimes de guerra:

### C. R. O. W. C. A. S. S. (Italianos procurados pela Grécia)
Os seguintes nomes de Italianos pode ser encontrado na CROWCASS, lista estabelecida pelos Aliado Anglo-Americanos dos indivíduos procurados pela Grécia, por crimes de guerra:
- (Nome) ANTIMANTO Vittorio - (Número do arquivo C.R.) 300006 - (Rank, Ocupação, Unidade, local e data do crime) Ten. of Res., 7 Inf.Regt. "Cuneo"-Div., Serifos (Grc.)11.41 - 9.43 - (razão da procura) Múltiplos crimes - (procurado pela) Grc. [53]
- BARTOLINI Alfonso - 300168 - Ten., exército italiano, Kymi, Evea 3.42 - Assassinato - Grc. [25]
- BELANI Peter - 304292 -Pvt., Art. Cuneo Div. from Milan (It.), Kaminia Platanou (Samos) (Grc.), 6.4.43 - Assassinato - Grc. [54]
- BENELI (or BENELLI) - 300174 - Ten. Col., "Pinerolo" Div., C.C. Larissa Andarea 41-43 - Assassinato - Grc. [55]
- BIANCHI - 300179 - Cpl., Medical Orderly, Inf. at Averof Prison, Athens  -  (Grc.) 7.41-4.42 - Assassinato - Grc. [26]
- BONAYUTO Felice - 300187 - Maresciallo with Carabinieri Reali at Corfu (Political Departement), Corfù (Grc.) 10.44 - tortura - Grc. [26]
- BOTIGLIANI (or MONTIGLIANI) - 300190 - Capt. or Ten., "Forlì" Div., CC. Larissa 41-43 - Assassinato - Grc. [26]
- BOUTOURIAN - 185421 - Civil Serv., territórios ocupados, Athen (Grc.) 9.43 - Assassinato - Grc. [29]
- CAMOUSSO Cesare - 300203 - Maresciallo, chefe dos Carabinieri reali, of C.C. Warders, Averof Prison, Athens (Grc.) 41-43 - Assassinato - Grc. [29]
- CAVANO - 300205 - Capt., Forlì-Div., C.C. Larissa 41-43 - Assassinato -  Grc. [30]
- CAVINO Satto - 304125 -Brigadiere, Chief, Isthmia Carabinieri (Corinth) 10.41 - Assassinato - Grc. [31]
- CECCARINI Alfredo - 304126 -Carabiniere, Samos Carabinieri de Milão (It.), Maratho-Kambos 8.42-8.43 - Assassinato - Grc. [56]
- CONCINI Alberto - 304128 -Ten. Col. from Lecce - Italy, Leucas 10.-11.42 - tortura - Grc. [56]
- CONSINI Alberto - 305008 - Ten. Col., Gendarmarie italiana, Vonitza, Xyromer district, 10.-15.11.42, 11.4.43 - Múltiplos crimes - Grc. [57]
- CONSOIMI Alberto - 305008 - Ten. Col., Gendarmarie italiana, Vonitza, Xyromer district, 10.-15.11.42, 11.4.43 - Múltiplos crimes - Grc. [33]
- DALESSIO - 300212 - Capt. or Ten., "Forlì" Div., C.C. Larissa 41-43 - Assassinato - Grc. [33]
- DAMICO - 300213 - Officer, Artl., exército italiano, Naxos (Grc.) 41-43 - Múltiplos crimes - Grc. [33]
- DAVANA Antonio - 305012 -Ten., Crete (Grc.) 42-43 - Múltiplos crimes - Grc. [33]
- DE BAZI George - 300220 -Ten. Col.,oficial comandando Carabinieri Reali in Corfù  (Korsika)10.41-9.43 - Múltiplos crimes - Grc. [33]
- DEL GIUDICE - 300613 - Col., Maj-Gen., Comandante of the Pinerolo-Div., Town-Mayor of Kastoria, officer commanding Occupation Army, Kastoria, Nestorion, Argos, Orestikon (Grc.) 42-43 - Assassinato - Grc. [35]
- DIFALCO - 300227 - Ten., Carabinieri Reali, Xironomi, Thebes (Grc.) 22.6.42 - Assassinato - Grc. [35]
- DIMATTEO Francesco - 300228 - Pvt., colaborou com o Geheime Feldpolizei, Vrastamites perto de Livadia, Beotia, 8.1.44 - Assassinato - Grc. [35]
- FESTI Antonio - 300249 -Major, Commanding a Bn., Blackshirts, Pinerolo-Div., Elassona Area, Domenika, Livadia, 1.10.42-16.2.43 - Assassinato - Grc. [38]
- FEULA Antonio - 300250 -Membro da polícia italiana, Xironomi, Thebes 22.6.42 - Assassinato - Grc. [38]
- GRIFOS Antonelo - 305151 - Sgt., Carabinieri in Larissa, Aya, Tessalônica, vila de Varakari-Aya (Grc.) 12.9.42, 5.1.43, 7.1.43, 12.1.43, 3.5.43 - Assassinato  - Grc. [43]
- INFANTE Adolfo - 305195 - Ten. Gen., Comandante, "Pinerolo"-Div., Almiros, Thessaly (Grc.) 15.8.-18.8.43 - Múltiplos crimes - Grc. [43]
- LENTI Nicholas - 300295 - Major e Governador, Inf., 7 Italian Regt. "Cuneo"-Div. Military of Naxos during the Italian Occ., Island of Naxos 41-43 - Múltiplos crimes - Grc. [43]
- MANFRE Luigi - 300312 - Ten. of the Carabinieri Reali, Davlia 5.5.43 - Assassinato - Grc. [44]
- MONDIANI - 300335 - Capt., C.C. Larissa (Grc.) 41-43 - Assassinato - Grc.[45]
- MONFORTINI - 300336 - Maresciallo, Carabinieri Reali, Thebes, 14.8.43 -  Assassinato - Grc.[45]
- NATIVI Sergio - 300347 - Ten., Diretor de Prisão, Athen (Grc.) 41-43 - Assassinato - Grc.[46]
- PALOMBA Ignazio - 305213 - Capt., Dir. Seção Italiana, Averof Prison, Athens (Grc.) 41-43 - Assassinato - Grc. [47]
- PIERRO-PARINI - 305226 - Governador Político das Ilhas Iônicas, Corfù (Corsica) 1.6.41-11.9.43 - Pilhagem - Grc.[48]
- ROSA Giuseppe - 305251 - Oficial de Polícia, Livadia, Davlia (Grc.) 5.5.43 - Assassinato - Grc.[49]
- SCOMBOLI Hector - 305277 - Sgt., Carabinieri Reali, Corfu -  (Grc.) do início de Out. a Set. 1943 - tortura - Grc.[50]
- SKETINI Vincenzo - 305291 - Officer, Bn. C, Carabinieri Reali, Davlia (Grc.) 5.5.43 - Assassinato - Grc. [50]
- STELLAS Penayotis - 305300 - Intérprete, líder do Cazale Reg., estacionados em Carpenissi na área de Lamia, Carpenissi and district Lamia (Grc.) 10.42-4.43 - múltiplos crimes - Grc. [50]
- SYLVESTRI - 305313 - Capt., C.C. Larissa (Grc.) 41-43 - Assassinato - Grc. [50]
- TZUPANI (see SUPAN) ('10) - 305336 - Capt., Larissa (Grc.) 41-43 - Assassinato - Grc. [51]
- UGOLINI Renato - 305396 - Comandante, 42 Rgt. Forli Div., Davlia (Grc.) 5.5.43 - Assassinato - Grc. [51]
- VALI Antonio - 305340 - Major, Oficial comandante, 120 Bn. dos camisas negras, com centro em Elassona, Pinerolo Div., Elassona Area (Grc.) 42-43 - Múltiplos crimes - Grc. [51]
- VENCHI Mario - 305343 - Major Oficial comandante, Carabinieri em Corfu (Grc.) 41 - Múltiplos crimes - Grc. [51]
- VENIERI Alto - 300614 - Col., Oficial comandante do exército de ocupação em Kastoria, Nestorion, Argos, Orestikon (Grc.) 42-43 - Assassinato - Grc. [51]
- VICENTINI Olivio - 305346 - Sgt., Departamento de segurança Carabinieri Reali, Corfù (Grc.) 9.43 - múltiplos crimes - Grc. [52]